# Progresso e Pobreza
Progresso e Pobreza: uma investigação sobre a causa de depressões industriais e do aumento da necessidade com o aumento da riqueza: o remédio ou Progresso e Miséria (título original em inglês:  Progress and Poverty: An Inquiry into the Cause of Industrial Depressions and of Increase of Want with Increase of Wealth: The Remedy) é um livro de 1879 do teórico social e economista Henry George. É um tratado sobre as questões de por que a pobreza acompanha o progresso econômico e tecnológico e por que as economias exibem uma tendência a boom e colapso cíclicos. George usa a história e a lógica dedutiva para defender uma solução radical com foco na captura da renda econômica dos recursos naturais e títulos de terra.

Progresso e Pobreza é o primeiro livro de George, que vendeu vários milhões de cópias, excedendo todos os outros livros vendidos nos Estados Unidos, exceto a Bíblia, durante a década de 1890. Ajudou a desencadear a Era Progressista e um movimento de reforma social mundial em torno de uma ideologia agora conhecida como 'georgismo'. Jacob Riis, por exemplo, marca explicitamente o início do despertar da Era Progressiva como 1879 por causa da data desta publicação. O historiador da Princeton Eric F. Goldman escreveu sobre a influência do Progresso e Pobreza:
Por alguns anos antes de 1952, eu estava trabalhando em uma história da reforma americana e, repetidamente, minha pesquisa encontrou este fato: um enorme número de homens e mulheres, pessoas surpreendentemente diferentes, homens e mulheres que liderariam a América do século XX em uma dúzia de campos de atividade humana escreveram ou disseram a alguém que todo o seu pensamento fora redirecionado pela leitura de Progresso e Pobreza em seus anos de formação. Nesse aspecto, nenhum outro livro chegou perto de uma influência comparável.
Progresso e Pobreza tiveram talvez um impacto ainda maior ao redor do mundo, em lugares como Dinamarca, Reino Unido, Austrália e Nova Zelândia, onde a influência de George foi enorme. Historiadores e fontes contemporâneas afirmam que, no Reino Unido, uma vasta maioria de ativistas socialistas e liberais clássicos poderia rastrear seu desenvolvimento ideológico até Henry George. A popularidade de George foi mais do que uma fase passageira; mesmo em 1906, uma pesquisa com parlamentares britânicos revelou que os escritos do autor americano eram mais populares do que Walter Scott, John Stuart Mill e William Shakespeare. Em 1933, John Dewey estimou que Progresso e Pobreza "teve uma distribuição mais ampla do que quase todos os outros livros sobre economia política juntos".

## Contexto
Progresso e Pobreza procura explicar por que a pobreza existe apesar dos avanços generalizados da tecnologia e mesmo onde há uma concentração de grande riqueza, como nas cidades.
George viu como os avanços tecnológicos e sociais (incluindo educação e serviços públicos) aumentavam o valor da terra (recursos naturais, localizações urbanas, etc.) e, assim, a quantidade de riqueza que poderia ser exigida pelos proprietários de terras daqueles que necessitam do uso da terra. Em outras palavras: quanto melhores são os serviços públicos, maior é a renda da terra (conforme mais gente valoriza aquele terreno). A tendência dos especuladores de aumentar o preço da terra mais rápido do que a riqueza pode ser produzida para pagar tem o resultado de diminuir a quantidade de riqueza que sobra ao trabalho para ser reivindicada nos salários e, finalmente, leva ao colapso das empresas na margem, com um efeito cascata que se torna uma séria depressão empresarial, acarretando desemprego generalizado, execuções hipotecárias, etc.
Em Progresso e Pobreza, George examina várias estratégias propostas para prevenir a depressão nos negócios, o desemprego e a pobreza, mas as considera insatisfatórias. Como alternativa, ele propõe sua própria solução: um imposto único sobre o valor da terra. George define terra como "todos os materiais, forças e oportunidades naturais", como tudo "que é fornecido gratuitamente pela natureza". A principal ferramenta fiscal de George era um imposto sobre valor da terra sobre o valor anual da terra mantida como propriedade privada. Seria alto o suficiente para acabar com outros impostos, especialmente sobre o trabalho e a produção, para fornecer investimentos públicos benéficos ilimitados em serviços como transporte, uma vez que o investimento público se reflete no valor da terra, e para fornecer serviços sociais, como uma renda básica. George argumentou que um imposto sobre o valor da terra daria aos proprietários um incentivo para usar terras bem localizadas de maneira produtiva, aumentando assim a demanda por trabalho e criando riqueza. Essa mudança no equilíbrio de barganha entre proprietários de recursos e trabalhadores aumentaria o nível geral de salários e garantiria que ninguém sofresse a pobreza. Um imposto sobre o valor da terra, entre outras coisas, também acabaria com o alastramento urbano, a agricultura arrendatária, a falta de moradia e o cultivo de monoculturas de baixo valor em terras de alto valor.
Logo após sua publicação, mais de três milhões de cópias de Progresso e Pobreza foram comprados, excedendo todos os outros livros escritos em inglês, exceto a Bíblia durante a década de 1890. Em 1936, ele foi traduzido para treze idiomas e pelo menos seis milhões de cópias foram vendidas. Já foi traduzido para dezenas de idiomas.

## Trechos
O trecho a seguir representa o ponto crucial do argumento e da visão de George sobre economia política.
Veja agora ... algum homem de negócios cabeça-dura, que não tem teorias, mas sabe como ganhar dinheiro. Diga a ele: "Aqui está uma pequena aldeia; em dez anos será uma grande cidade—em dez anos a ferrovia terá tomado o lugar da diligência, a luz elétrica o da vela; ela estará repleta de todo o maquinário e melhorias que multiplicam enormemente a força efetiva de trabalho. Em dez anos, os juros serão de algum modo maiores?" Ele lhe dirá: "Não!" "Os salários do trabalho comum serão de algum modo mais elevados...?" Ele lhe dirá: "Não, o salário do trabalho comum não será mais alto..." "O que, então, será mais alto?" "Renda, o valor da terra. Vá, adquira um pedaço de chão e mantenha a posse." E se, sob tais circunstâncias, você seguir o conselho dele, não precisará fazer mais nada. Você pode sentar e fumar seu cachimbo; pode deitar por aí como os lazzaroni de Nápoles ou os leperos do México; pode subir em um balão ou descer por um buraco no chão; e sem dar um golpe de trabalho, sem adicionar um pingo de riqueza à comunidade, em dez anos você será rico! Na nova cidade, você pode ter uma mansão luxuosa, mas entre seus prédios públicos haverá um asilo de pobres.
Uma passagem frequentemente citada de Progress and Poverty é "The Unbound Savannah", em que George discute como a construção de uma comunidade aumenta o valor da terra. Outra, indiretamente popularizada, é a metáfora da Espaçonave Terra, que aparece pela primeira vez no livro.

## Reconhecimento notável

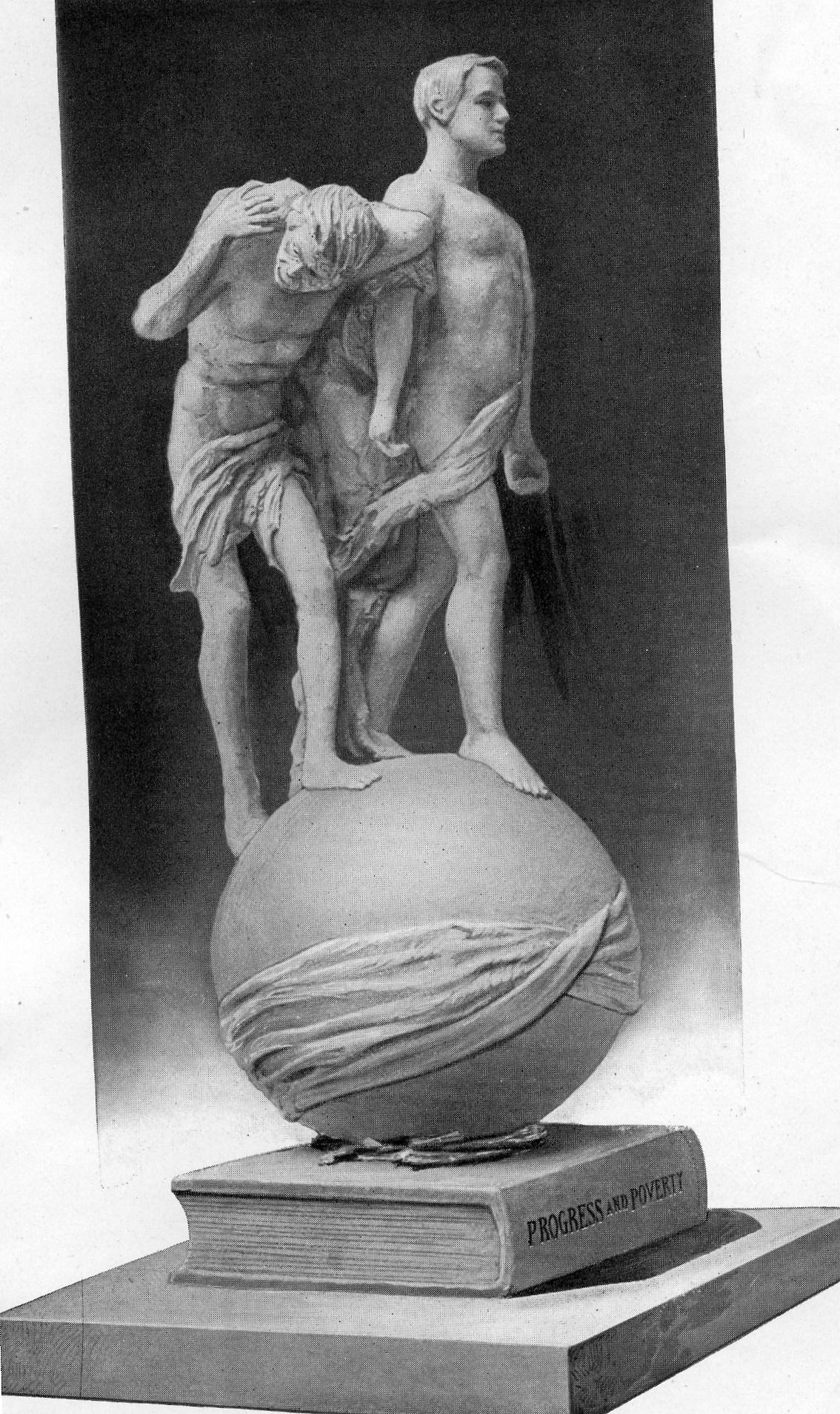
Representação em estátua, livro Progress and Poverty na base. Frontispício de brochura da "Second Annual Single Tax Conference", Chicago, 1911.

Em uma profecia notavelmente precisa, após completar Progresso e Pobreza, George escreveu a seu pai: "Não será reconhecido a princípio—talvez não por algum tempo—mas no final será considerado um grande livro, será publicado em ambos os hemisférios e traduzido em diferentes idiomas. Isso eu sei, embora nenhum de nós possa ver aqui."
Emma Lazarus escreveu: "Progresso e Pobreza não é tanto um livro quanto um evento. A vida e o pensamento de ninguém capaz de entendê-lo podem ser os mesmos depois de lê-lo", e até mesmo que a leitura impediria tal pessoa, que também "prezasse a justiça ou a honestidade comum", de poder para sempre "jantar ou dormir ou ler ou trabalhar em paz". Muitas figuras famosas com ideologias diversas, como George Bernard Shaw, Friedrich Hayek, H. G. Wells, e Liev Tolstói, marcam seus primeiros encontros com Progresso e Pobreza como experiências literalmente transformadoras.
Elizabeth Magie, inspirada pela leitura do livro, patenteou em 1903 o primeiro jogo de tabuleiro do tipo imobiliário, que originalmente se chamava "The Landlord's Game" (O Jogo do Proprietário), cuja patente foi depois comprada pela Parker Brothers para seu jogo renomeado Monopoly; a criação de Magie, diferente da versão posterior, tinha outras regras, baseadas no georgismo, como uma crítica à exploração injusta de terras pelo senhorio. A regra original constava: “O objetivo deste jogo não é apenas divertir os jogadores, mas ilustrar a eles como, no sistema atual ou vigente de posse da terra, o proprietário tem uma vantagem sobre os demais empreendedores, e também como o imposto único desestimularia a especulação."
Sun Yat-Sen leu a obra por volta de 1897 e passou a advogar pelos conceitos do livro, tal como a "equalização dos direitos de terra", frase nele encontrada. Incentivando seu amigo Liao Chung-Kai a traduzi-lo, parte dele foi publicada em chinês em 1905. Compartilhando da visão georgista da revolução industrial, ele escreveu: “Seu efeito na sociedade é exatamente semelhante ao que Henry George descreveu em seu livro: Progresso e Pobreza ... Os resultados da revolução industrial trazem felicidade apenas a alguns membros da sociedade, mas infligem dor e sofrimento a grande parte da as pessoas", em que George descrevia o exemplo de miséria econômica da China não culpando a superpopulação, pois ele criticava o malthusianismo, mas a desigualdade da propriedade de terra e a opressão estrangeira. Após a Revolução Xinhai, ele utilizou os conceitos do livro como pilar econômico da República da China em seus Três princípios do povo, e em 1912 disse a um entrevistador: "Os ensinamentos de seu defensor do imposto único, Henry George, será a base de nosso programa de reforma".
José Martí, expoente da independência de Cuba, teve contato desde 1881 com a obra e propunha as suas ideias de reforma: "Henry George veio da Califórnia e reimprimiu seu livro 'O Progreso e a Pobreza', que se espalhou pela cristandade como uma Bíblia. É esse mesmo amor do Nazareno, colocado na linguagem prática de nossos dias. Na obra, destinada a incorrer nas causas da crescente pobreza apesar dos avanços humanos, predomina como ideia essencial a de que a terra deve pertencer à Nação. A partir daí, o livro deriva todas as reformas necessárias. Possui terra aquele que trabalha e a melhora. Pague por ela ao Estado enquanto a usa. Ninguém é proprietário de terras sem pagar ao Estado para usá-las. Não pague ao Estado mais contribuição do que a renda da terra. Assim, o peso dos tributos à Nação recairá sobre aqueles que dela recebem uma forma de pagá-los, a vida sem tributos será barata e fácil, e os pobres terão uma casa e espaço para cultivar sua mente, entender seus deveres públicos e amar suas crianças".
John Haynes Holmes escreveu: "Minha leitura da obra-prima imortal de Henry George marcou uma época em minha vida. Todo o meu pensamento sobre a questão social e todo o meu trabalho pela reforma social começaram com a leitura deste livro". Ele não conhecia de "nada mais comovente, em toda a gama de nossa literatura americana". Holmes também disse que "Progresso e Pobreza foi o espécime de argumentação mais entrelaçado, fascinante e convincente que, creio eu, já brotou da mente do homem".
Em 1930, durante a Grande Depressão, George W. Norris inseriu uma versão abreviada de 'Progresso e Pobreza' no Registro do Congresso e mais tarde comentou que um excerto do livro era "uma das coisas mais bonitas" que ele "já leu sobre a preciosidade da liberdade humana."
Alguns leitores acharam o raciocínio de George tão convincente que relatam terem sido forçados a concordar de má vontade. Tom L. Johnson, um monopolista de bondes e futuro reformador progressista, leu e releu Progress and Poverty, finalmente solicitando a ajuda de seus sócios para encontrar falhas no raciocínio de George. Johnson levou o livro para seu advogado e disse: "Devo sair do mercado ou provar que este livro está errado. Aqui, Russell, está um adiantamento de quinhentos dólares [$13.000 em 2015]. Quero que você leia este livro e me dê sua opinião honesta sobre ele, como faria em uma questão jurídica. Trate este adiantamento como se fosse um honorário." Frank Chodorov, um libertário pacifista da 'velha direita' americana, afirma ter lido Progresso e Pobreza muitas vezes, e quase constantemente por seis meses seguidos, antes de finalmente aceitar as conclusões de George. O crítico literário Horace Traubel escreveu que "George morreu no comando da batalha. Mas seu livro é poupado de batalha. Esteve em todas as batalhas e sobreviveu a todas. O antagonismo não tem mais surpresas."
Philip Wicksteed escreveu que o Progresso e a Pobreza abriu "um novo céu e uma nova terra" e que foi "de longe a obra mais importante em suas consequências sociais que nossa geração ou século [1882] viu." Alfred Russel Wallace mais tarde repetiu essa opinião ao saudar Progresso e Pobreza como "sem dúvida o livro mais notável e importante do século atual", colocando-o ainda acima de A Origem das Espécies de Darwin. O Prêmio Nobel Gary Becker disse que Progresso e Pobreza foi o primeiro livro de economia que ele leu, porque Henry George "era famoso naquela época" e "influenciou muitos de nós na economia". Becker também disse que o livro era maravilhoso e teve um impacto duradouro em seu pensamento. Ilya Tolstoy disse que o livro foi uma revelação para seu pai.
William Simon U'Ren escreveu que "foi para Honolulu para morrer", mas que um encontro casual com o Progresso e Pobreza lhe deu um senso de propósito e renovou seu desejo de viver. U'Ren tornou-se um reformador pioneiro das eleições municipais e ativista pela democracia direta.
Clarence Darrow escreveu que ele "encontrou um novo evangelho político que prometia trazer a igualdade social e a oportunidade que sempre foi o sonho do idealista". Sara Bard Field escreveu que Progresso e Pobreza foi "o primeiro grande livro que encontrei", por como isso impactou seu pensamento sobre pobreza e riqueza.
Albert Einstein escreveu sobre sua impressão do livro: "Infelizmente, homens como Henry George são raros. Não se pode imaginar uma combinação mais bela de agudeza intelectual, forma artística e amor fervoroso pela justiça. Cada linha é escrita como se fosse para a nossa geração".
Martin Luther King Jr. cita em discurso durante uma convenção em 1967 um trecho do Progresso e Pobreza, que aparece em seu livro Where Do We Go from Here: Chaos or Community?: “O fato é que o trabalho que melhora a condição da humanidade, o trabalho que amplia o conhecimento e aumenta o poder e enriquece a literatura e eleva o pensamento, não é feito para garantir um sustento. Não é o trabalho de escravos, impelidos à sua tarefa seja pelo chicote de um senhor ou por necessidades animais. É o trabalho de homens que o realizam pelo bem deles, e não para que tenham mais para comer ou beber, ou vestir, ou exibir. Em um estado de sociedade onde a necessidade é abolida, o trabalho desse tipo pode ser enormemente aumentado”.
Na edição do Classics Club em diante, John F. Kieran escreveu que "nenhum aluno naquele campo [economia] deve ter permissão para falar acima de um sussurro ou escrever mais de três linhas sobre o assunto geral até que ele tenha lido e digerido Progresso e Pobreza." Kieran também listou Progress and Poverty como um de seus livros favoritos. Michael Kinsley escreveu que é "o maior tratado econômico já escrito".
Depois de ler seleções de Progresso e Pobreza, Helen Keller escreveu sobre encontrar "na filosofia de Henry George uma rara beleza e poder de inspiração, e uma fé esplêndida na nobreza essencial da natureza humana". O padre Edward McGlynn, um dos padres católicos mais proeminentes e controversos da época, foi citado como tendo dito: "Esse livro é a obra de um sábio, de um vidente, de um filósofo, de um poeta. Não é apenas filosofia política. É um poema; é uma profecia; é uma oração".
Entre muitas pessoas famosas que afirmaram ser impossível refutar George na questão da terra estavam Winston Churchill, Liev Tolstói, John Dewey e Bertrand Russell. Tolstói e Dewey, especialmente, dedicaram grande parte de suas vidas a divulgar as ideias de George. Tolstói estava pregando sobre as ideias em Progresso e Pobreza em seu leito de morte. Dewey escrevera: "Não afirmo que o remédio de George é uma panaceia que irá curar por si só todas as nossas doenças. Mas afirmo que não podemos nos livrar de nossos problemas básicos sem ele".
Em seu prefácio de 1946 para uma nova edição do Admirável Mundo Novo, Aldous Huxley escreve "Se eu fosse reescrever o livro, eu ofereceria ao Selvagem... a possibilidade de sanidade... em que a economia comunitária seria descentralizada e Henry-georgiana".
Há economistas contemporâneos de diferentes espectros que reconhecem a validade de ideias elaboradas no livro. Milton Friedman disse em 1980: "Na minha opinião, o imposto menos ruim é o imposto de propriedade sobre o valor não melhorado da terra, o argumento de Henry George de muitos, muitos anos atrás". Joseph Stiglitz em 2002: "A ideia principal e subjacente de Henry George é a tributação da terra e outros recursos naturais. Na época, as pessoas pensavam, "não exatamente isso também", mas o que estava por trás de suas ideias é a renda associada a coisas que são inelasticamente fornecidas, que são terra e recursos naturais. E usar a extração de recursos naturais e usar as rendas de terra como base de tributação é um argumento que eu acho que faz muito sentido, porque é uma fonte de renda e riqueza não distorcionária".